# Valeurs particulières de la fonction zêta de Riemann

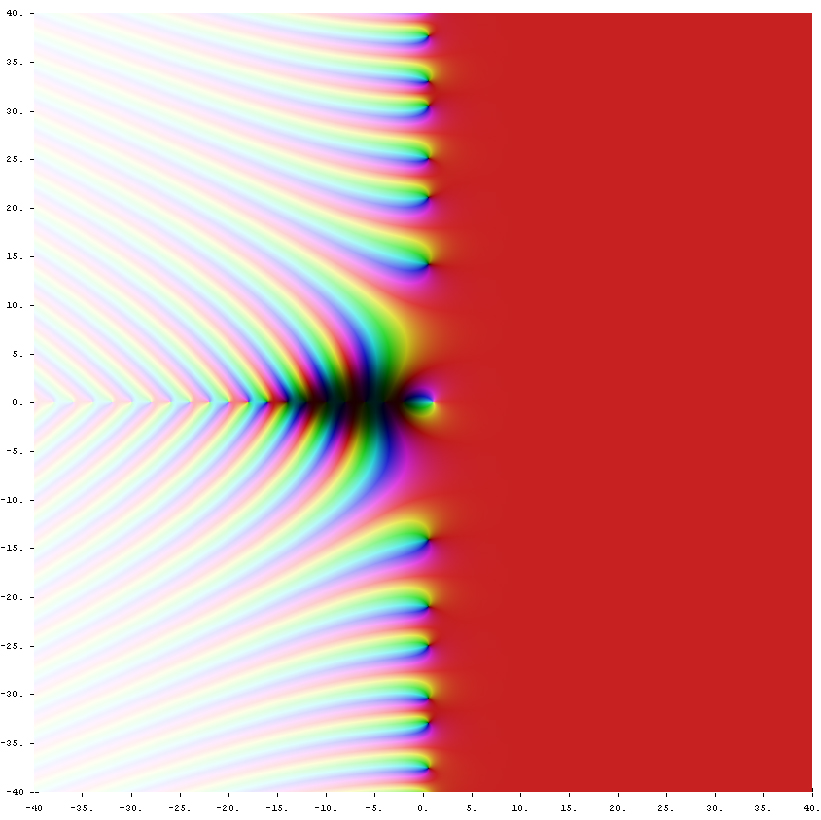
La fonction zêta de Riemann ζ(s) dans un repère complexe avec Re(s) en abscisse et Im(s) en ordonné (avec s nombre complexe).

En mathématiques, la fonction zêta de Riemann est une fonction en analyse complexe, dont l'importance est notable en théorie des nombres. Elle est nommée d'après le mathématicien Bernhard Riemann et on la note souvent ζ(s). Pour un s réel supérieur à 1, elle est définie par
{\displaystyle \zeta (s)=\sum _{n=1}^{\infty }{\frac {1}{n^{s}}}\,.}
Elle peut également servir pour des séries numériques convergentes, comme celle derrière le problème de Bâle {\textstyle \zeta (2)={\frac {1}{1^{2}}}+}{\textstyle {\frac {1}{2^{2}}}+}{\textstyle {\frac {1}{3^{2}}}+\ldots \,.}. Plusieurs formules explicites ou numériques efficaces existent pour le calcul de ζ(s) pour des valeurs entières, qui ont toutes des valeurs réelles, dont l'exemple cité. Cette page liste ces formules avec des tables de valeurs, ainsi que des séries tirées de la dérivée de ζ ou de compositions avec d'autres séries.
La même équation en s reste vraie si s est un nombre complexe dont la partie réelle est supérieure à 1, assurant la convergence. Ainsi, elle peut être prolongée au plan complexe par prolongement analytique, sauf au pole simple en s = 1. La dérivée complexe existe dans cette région plus large, faisant de la fonction zêta une fonction méromorphe. Cependant, l'expression de définition n'est plus valable pour toutes ces valeurs de s, où la sommation diverge. Par exemple, la fonction zêta existe en s = −1 (et y a donc une valeur finie), mais la série correspondante est 1 + 2 + 3 + ..., dont les sommes partielles divergent grossièrement.
Les valeurs de la fonction zêta listées ici incluent les valeurs de la fonction aux nombres entiers négatifs pairs (s = −2, −4, etc.), pour lesquels ζ(s) = 0 qui forment les zéros trivaux de la fonction. L'article consacré à la fonction zêta détaille l'importance des zéros non triviaux pour la théorie des nombres.

## La fonction zêta de Riemann entre 0 et 1
En zéro, on a{\displaystyle \zeta (0)={B_{1}^{-}}=-{B_{1}^{+}}=-{\tfrac {1}{2}}\!,\zeta '(0)=-{\frac {\ln 2\pi }{2}}}En 1, il y a un pôle,  ζ(1) n'est pas fini ; la limite vaut {\displaystyle -\infty } à gauche et {\displaystyle +\infty } à droite :{\displaystyle \lim _{\varepsilon \to 0^{\pm }}\zeta (1+\varepsilon )=\pm \infty }Comme il y a un pôle du premier ordre, il y a un résidu et{\displaystyle \lim _{\varepsilon \to 0}\varepsilon \zeta (1+\varepsilon )=1,{\text{ soit }}\zeta (1+\varepsilon )\sim {\frac {1}{\varepsilon }}}Pour {\displaystyle s\in ]0,1[}, de même que la somme {\displaystyle \sum _{n=1}^{N}{\frac {1}{n}}} à laquelle on retranche son équivalent {\displaystyle \ln N} tend vers une limite finie (la constante d'Euler), la somme {\displaystyle \sum _{n=1}^{N}{\frac {1}{n^{s}}}}à laquelle on retranche son équivalent {\displaystyle {\frac {N^{1-s}}{1-s}}} tend vers une limite finie qui est égale à {\displaystyle \zeta (s)} :{\displaystyle \zeta (s)=\lim _{N\rightarrow +\infty }\left(\sum _{n=1}^{N}{\frac {1}{n^{s}}}-{\frac {N^{1-s}}{1-s}}\right)}Par exemple, {\displaystyle \zeta \left({\frac {1}{2}}\right)=\lim _{N\rightarrow +\infty }\left(\sum _{n=1}^{N}{\frac {1}{\sqrt {n}}}-2{\sqrt {N}}\right)=-1,4603545\cdots ,}voir la suite A059750 de l'OEIS.

On a aussi {\displaystyle \zeta \left({\frac {1}{2}}\right)=(1+{\sqrt {2}})\sum _{n=1}^{+\infty }{\frac {(-1)^{n}}{\sqrt {n}}}.}

## Entiers positifs

### Entiers positifs pairs
Les valeurs exactes de la fonction zêta aux entiers positifs pairs peuvent être exprimées à partir des nombres de Bernoulli :
{\displaystyle \forall n\in \mathbb {N} ,\ \zeta (2n)=(-1)^{n+1}{\frac {(2)^{2n-1}B_{2n}}{(2n)!}}\pi ^{2n}.\!}
Le calcul de ζ(2) est connu comme le problème de Bâle. La valeur de ζ(4) est liée à la loi de Stefan-Boltzmann et la loi de Wien en physique. Les premières valeurs sont :
{\displaystyle {\begin{aligned}\zeta (2)&=1+{\frac {1}{2^{2}}}+{\frac {1}{3^{2}}}+\cdots ={\frac {\pi ^{2}}{6}}\\[4pt]\zeta (4)&=1+{\frac {1}{2^{4}}}+{\frac {1}{3^{4}}}+\cdots ={\frac {\pi ^{4}}{90}}\\[4pt]\zeta (6)&=1+{\frac {1}{2^{6}}}+{\frac {1}{3^{6}}}+\cdots ={\frac {\pi ^{6}}{945}}\\[4pt]\zeta (8)&=1+{\frac {1}{2^{8}}}+{\frac {1}{3^{8}}}+\cdots ={\frac {\pi ^{8}}{9450}}\\[4pt]\zeta (10)&=1+{\frac {1}{2^{10}}}+{\frac {1}{3^{10}}}+\cdots ={\frac {\pi ^{10}}{93\,555}}\\[4pt]\zeta (12)&=1+{\frac {1}{2^{12}}}+{\frac {1}{3^{12}}}+\cdots ={\frac {691\pi ^{12}}{638\,512\,875}}\\[4pt]\zeta (14)&=1+{\frac {1}{2^{14}}}+{\frac {1}{3^{14}}}+\cdots ={\frac {2\pi ^{14}}{18\,243\,225}}\,.\end{aligned}}}
On peut en déduire que {\displaystyle \lim _{n\to +\infty }\zeta (2n)=1}.
| Valeur exacte | Approximation décimale         | Source  |
| ------------- | ------------------------------ | ------- |
| ζ(2)          | 1,644 934 066 848 226 436 4... | A013661 |
| ζ(4)          | 1,082 323 233 711 138 191 5... | A013662 |
| ζ(6)          | 1,017 343 061 984 449 139 7... | A013664 |
| ζ(8)          | 1,004 077 356 197 944 339 3... | A013666 |
| ζ(10)         | 1,000 994 575 127 818 085 3... | A013668 |
| ζ(12)         | 1,000 246 086 553 308 048 2... | A013670 |
| ζ(14)         | 1,000 061 248 135 058 704 8... | A013672 |

La relation entre la fonction zêta aux entiers pairs positifs et les nombres de Bernoulli s'écrit
{\displaystyle A_{n}\zeta (2n)=\pi ^{2n}B_{n}}
avec An et Bn sont entiers pour tout n pair. On obtient ainsi les suites d'entiers  A002432 et  A046988, dans l'OEIS. On donne certaines valeurs :
| n  | A                             | B             |
| -- | ----------------------------- | ------------- |
| 1  | 6                             | 1             |
| 2  | 90                            | 1             |
| 3  | 945                           | 1             |
| 4  | 9450                          | 1             |
| 5  | 93555                         | 1             |
| 6  | 638512875                     | 691           |
| 7  | 18243225                      | 2             |
| 8  | 325641566250                  | 3617          |
| 9  | 38979295480125                | 43867         |
| 10 | 1531329465290625              | 174611        |
| 11 | 13447856940643125             | 155366        |
| 12 | 201919571963756521875         | 236364091     |
| 13 | 11094481976030578125          | 1315862       |
| 14 | 564653660170076273671875      | 6785560294    |
| 15 | 5660878804669082674070015625  | 6892673020804 |
| 16 | 62490220571022341207266406250 | 7709321041217 |
| 17 | 12130454581433748587292890625 | 151628697551  |

Si on note ηn = Bn/An le coefficient devant π2n comme vu avant,
{\displaystyle \zeta (2n)=\sum _{\ell =1}^{\infty }{\frac {1}{\ell ^{2n}}}=\eta _{n}\pi ^{2n}}
alors on peut poser la relation de récurrence,
{\displaystyle \eta _{1}={\frac {1}{6}}\quad ,\quad \eta _{n}=\sum _{\ell =1}^{n-1}(-1)^{\ell -1}{\frac {\eta _{n-\ell }}{(2\ell +1)!}}+(-1)^{n+1}{\frac {n}{(2n+1)!}}}
Cette récurrence peut être déduite des nombres de Bernoulli.
Il y a une autre relation de récurrence :
{\displaystyle \zeta (2n)={\frac {2}{2n+1}}\sum _{k=1}^{n-1}\zeta (2k)\zeta (2n-2k)\quad {\text{ pour }}\quad n>1}
qui peut être prouvée en utilisant la dérivée de la fonction cotangente {\displaystyle {\frac {\mathrm {d} }{\mathrm {d} x}}\cot(x)=-1-\cot ^{2}(x).}
Les valeurs de la fonction zêta aux entiers pairs positifs ont pour fonction génératrice :
{\displaystyle \sum _{n=0}^{\infty }\zeta (2n)x^{2n}=-{\frac {\pi x}{2}}\cot(\pi x)=-{\frac {1}{2}}+{\frac {\pi ^{2}}{6}}x^{2}+{\frac {\pi ^{4}}{90}}x^{4}+{\frac {\pi ^{6}}{945}}x^{6}+\cdots }
Puisque
{\displaystyle \lim _{n\rightarrow \infty }\zeta (2n)=1,} 
la formule permet de déduire 
{\displaystyle \left|B_{2n}\right|\sim _{n\rightarrow \infty }{\frac {(2n)!\,2}{\;~(2\pi )^{2n}\,}}.}

### Entiers positifs impairs
La somme de la série harmonique est infinie.
{\displaystyle \zeta (1)=1+{\frac {1}{2}}+{\frac {1}{3}}+\cdots =\infty \!}
La valeur ζ(3) est aussi connue comme la constante d'Apéry et apparait dans le rapport gyromagnétique de l'électron.
La valeur ζ(5) apparait dans la loi de Planck.
On donne les premières valeurs :
| Valeur exacte | Approximation décimale         | Source  |
| ------------- | ------------------------------ | ------- |
| ζ(3)          | 1,202 056 903 159 594 285 3... | A02117  |
| ζ(5)          | 1,036 927 755 143 369 926 3... | A013663 |
| ζ(7)          | 1,008 349 277 381 922 826 8... | A013665 |
| ζ(9)          | 1,002 008 392 826 082 214 4... | A013667 |
| ζ(11)         | 1,000 494 188 604 119 464 5... | A013669 |
| ζ(13)         | 1,000 122 713 347 578 489 1... | A013671 |
| ζ(15)         | 1,000 030 588 236 307 020 4... | A013673 |

Il a été prouvé que ζ(3) est irrationnel (théorème d'Apéry) et qu'une infinité de nombres de la forme ζ(2n + 1) : n ∈ ℕ , sont irrationnels. Il existe des résultats sur l'irrationalité de valeurs de la fonction zêta de Riemann sur les éléments de certains sous-ensembles d'entiers impairs positifs ; par exemple au moins une des valeurs parmi  ζ(5), ζ(7), ζ(9), ou ζ(11) est irrationnelle.
Les valeurs de zêta aux entiers impairs positifs apparaissent en physique, plus spécifiquement dans les fonctions de corrélation des chaînes de spin XX- antiferromagnétiques.
La plupart des identités suivantes viennent de Simon Plouffe. Elles sont remarquables pour leur convergence rapide (au moins trois chiffres par itération) et donc utiles dans les calculs de haute précision.
Calcul de ζ(5)
Plouffe donne les identités suivantes
{\displaystyle {\begin{aligned}\zeta (5)&={\frac {1}{294}}\pi ^{5}-{\frac {72}{35}}\sum _{n=1}^{\infty }{\frac {1}{n^{5}(\mathrm {e} ^{2\pi n}-1)}}-{\frac {2}{35}}\sum _{n=1}^{\infty }{\frac {1}{n^{5}(\mathrm {e} ^{2\pi n}+1)}}\\\zeta (5)&=12\sum _{n=1}^{\infty }{\frac {1}{n^{5}\sinh(\pi n)}}-{\frac {39}{20}}\sum _{n=1}^{\infty }{\frac {1}{n^{5}(\mathrm {e} ^{2\pi n}-1)}}-{\frac {1}{20}}\sum _{n=1}^{\infty }{\frac {1}{n^{5}(\mathrm {e} ^{2\pi n}+1)}}\end{aligned}}}
Calcul de ζ(7)
On peut écrire la somme sous forme d'une série de Lambert.
{\displaystyle \zeta (7)={\frac {19}{56700}}\pi ^{7}-2\sum _{n=1}^{\infty }{\frac {1}{n^{7}(\mathrm {e} ^{2\pi n}-1)}}\!}
Calcul de ζ(2n+1)
En définissant les quantités
{\displaystyle S_{\pm }(s)=\sum _{n=1}^{\infty }{\frac {1}{n^{s}(\mathrm {e} ^{2\pi n}\pm 1)}}}
une série de relations peut être donnée sous la forme
{\displaystyle 0=A_{n}\zeta (n)-B_{n}\pi ^{n}+C_{n}S_{-}(n)+D_{n}S_{+}(n)}
avec An, Bn, Cn et Dn sont des suites d'entiers positifs. Plouffe donne une table de valeurs :
| n  | An                     | Bn          | Cn                     | Dn               |
| -- | ---------------------- | ----------- | ---------------------- | ---------------- |
| 3  | 180                    | 7           | 360                    | 0                |
| 5  | 1470                   | 5           | 3024                   | 84               |
| 7  | 56700                  | 19          | 113400                 | 0                |
| 9  | 18523890               | 625         | 37122624               | 74844            |
| 11 | 425675250              | 1453        | 851350500              | 0                |
| 13 | 257432175              | 89          | 514926720              | 62370            |
| 15 | 390769879500           | 13687       | 781539759000           | 0                |
| 17 | 1904417007743250       | 6758333     | 3808863131673600       | 29116187100      |
| 19 | 21438612514068750      | 7708537     | 42877225028137500      | 0                |
| 21 | 1881063815762259253125 | 68529640373 | 3762129424572110592000 | 1793047592085750 |

Ces constances entières peuvent être exprimées à partir des nombres de Bernoulli, comme donné dans (Vepstas, 2006).
Un algorithme facile pour le calcul de la fonction zêta de Riemann en tout entier est donné par E. A. Karatsuba,,

## Entiers négatifs
En général, pour tout entier négatif, on a
{\displaystyle \zeta (-n)=(-1)^{n}{\frac {B_{n+1}}{n+1}}}
Les zéros "triviaux" sont aux entiers pairs négatifs (par sommation de Ramanujan) :
{\displaystyle \zeta (-2n)=0}
Les premières valeurs aux entiers négatifs
{\displaystyle {\begin{aligned}\zeta (-1)&=-{\frac {1}{12}}\\[4pt]\zeta (-3)&={\frac {1}{120}}\\[4pt]\zeta (-5)&=-{\frac {1}{252}}\\[4pt]\zeta (-7)&={\frac {1}{240}}\\[4pt]\zeta (-9)&=-{\frac {1}{132}}\\[4pt]\zeta (-11)&={\frac {691}{32760}}\\[4pt]\zeta (-13)&=-{\frac {1}{12}}\end{aligned}}}
Cependant, comme les nombres de Bernoulli, ils restent petits à mesure qu'on va plus loin dans les entiers négatifs. On pourra regarder l'article 1 + 2 + 3 + 4 + ⋯.
Ainsi ζ(m) peut être utilisé comme définition pour tous les nombres de Bernoulli (dont ceux aux indices 0 et 1).

## Dérivées
La dérivée de la fonction zêta aux entiers pairs négatifs donne :
{\displaystyle \zeta ^{\prime }(-2n)=(-1)^{n}{\frac {(2n)!}{2(2\pi )^{2n}}}\zeta (2n+1)\,.}
Les premières valeurs sont :
{\displaystyle {\begin{aligned}\zeta ^{\prime }(-2)&=-{\frac {\zeta (3)}{4\pi ^{2}}}\\[4pt]\zeta ^{\prime }(-4)&={\frac {3}{4\pi ^{4}}}\zeta (5)\\[4pt]\zeta ^{\prime }(-6)&=-{\frac {45}{8\pi ^{6}}}\zeta (7)\\[4pt]\zeta ^{\prime }(-8)&={\frac {315}{4\pi ^{8}}}\zeta (9)\,.\end{aligned}}}
On a aussi :
{\displaystyle {\begin{aligned}\zeta ^{\prime }(0)&=-{\frac {1}{2}}\ln(2\pi )\\[4pt]\zeta ^{\prime }(-1)&={\frac {1}{12}}-\ln A\\[4pt]\zeta ^{\prime }(2)&={\frac {1}{6}}\pi ^{2}(\gamma +\ln 2-12\ln A+\ln \pi )\end{aligned}}}
avec A est la constante de Glaisher–Kinkelin.
En partant de la dérivée logarithmique de l'équation fonctionnelle,
{\displaystyle 2{\frac {\zeta '(1/2)}{\zeta (1/2)}}=\log(2\pi )+{\frac {\pi \cos(\pi /4)}{2\sin(\pi /4)}}-{\frac {\Gamma '(1/2)}{\Gamma (1/2)}}=\log(2\pi )+{\frac {\pi }{2}}+2\log 2+\gamma \,.}
| Valeur                                    | Approximation décimale               | Source  |
| ----------------------------------------- | ------------------------------------ | ------- |
| {\displaystyle \zeta '(3)}                | −0,198 126 242 885 636 853 33...     | A244115 |
| {\displaystyle \zeta '(2)}                | −0,937 548 254 315 843 753 70...     | A073002 |
| {\displaystyle \zeta '(0)}                | −0,918 938 533 204 672 741 78...     | A075700 |
| {\displaystyle \zeta '(-{\tfrac {1}{2}})} | −0,360 854 339 599 947 607 34...     | A271854 |
| {\displaystyle \zeta '(-1)}               | −0,165 421 143 700 450 929 21...     | A084448 |
| {\displaystyle \zeta '(-2)}               | −0,030 448 457 058 393 270 780...    | A240966 |
| {\displaystyle \zeta '(-3)}               | +0,005 378 576 357 774 301 144 4...  | A259068 |
| {\displaystyle \zeta '(-4)}               | +0,007 983 811 450 268 624 280 6...  | A259069 |
| {\displaystyle \zeta '(-5)}               | −0,000 572 985 980 198 635 204 99... | A259070 |
| {\displaystyle \zeta '(-6)}               | −0,005 899 759 143 515 937 450 6...  | A259071 |
| {\displaystyle \zeta '(-7)}               | −0,000 728 642 680 159 240 652 46... | A259072 |
| {\displaystyle \zeta '(-8)}               | +0,008 316 161 985 602 247 359 5...  | A259073 |

## Séries impliquantζ(n)
Les sommes suivantes peuvent être dérivées de la fonction génératrice :
{\displaystyle \sum _{k=2}^{\infty }\zeta (k)x^{k-1}=-\psi _{0}(1-x)-\gamma }
où ψ0 est la fonction digamma.
Ainsi, on a :
{\displaystyle {\begin{aligned}\sum _{k=2}^{\infty }(\zeta (k)-1)&=1\\[4pt]\sum _{k=1}^{\infty }(\zeta (2k)-1)&={\frac {3}{4}}\\[4pt]\sum _{k=1}^{\infty }(\zeta (2k+1)-1)&={\frac {1}{4}}\\[4pt]\sum _{k=2}^{\infty }(-1)^{k}(\zeta (k)-1)&={\frac {1}{2}}\end{aligned}}}
Il existe des séries utilisant la constante d'Euler-Mascheroni (notée γ) :
{\displaystyle {\begin{aligned}\sum _{k=2}^{\infty }(-1)^{k}{\frac {\zeta (k)}{k}}&=\gamma \\[4pt]\sum _{k=2}^{\infty }{\frac {\zeta (k)-1}{k}}&=1-\gamma \\[4pt]\sum _{k=2}^{\infty }(-1)^{k}{\frac {\zeta (k)-1}{k}}&=\ln 2+\gamma -1\end{aligned}}}
et utilisant la valeur principale 
{\displaystyle \zeta (k)=\lim _{\varepsilon \to 0}{\frac {\zeta (k+\varepsilon )+\zeta (k-\varepsilon )}{2}}}
qui n'impacte que la valeur en 1, ces formules peuvent être écrites comme :
{\displaystyle {\begin{aligned}\sum _{k=1}^{\infty }(-1)^{k}{\frac {\zeta (k)}{k}}&=0\\[4pt]\sum _{k=1}^{\infty }{\frac {\zeta (k)-1}{k}}&=0\\[4pt]\sum _{k=1}^{\infty }(-1)^{k}{\frac {\zeta (k)-1}{k}}&=\ln 2\end{aligned}}}
et montrent qu'elles dépendent de la valeur principale de ζ(1) = γ .

## Zéros non triviaux
Les zéros de la fonction zêta de Riemann sauf les entiers pairs négatifs sont appelés "zéros non triviaux". Il reste un problème complexe de la théorie des nombres. Voir le site d'Andrew Odlyzko pour les tables et les bibliographies.

## Rapports
Si évaluer des valeurs particulières de la fonction zêta peut être difficile, on peut déterminer les valeurs de certains rapports entre deux valeurs données en utilisant astucieusement les valeurs particulières de la fonction Gamma d'Euler et sa formule de réflexion :
{\displaystyle \zeta (s)=2^{s}\pi ^{s-1}\sin \left({\frac {\pi s}{2}}\right)\Gamma (1-s)\zeta (1-s)}
On obtient pour deux valeurs demi-entières :
{\displaystyle {\begin{aligned}{\frac {\zeta (3/2)}{\zeta (-1/2)}}&=-4\pi \\{\frac {\zeta (5/2)}{\zeta (-3/2)}}&=-{\frac {16\pi ^{2}}{3}}\\{\frac {\zeta (7/2)}{\zeta (-5/2)}}&={\frac {64\pi ^{3}}{15}}\\{\frac {\zeta (9/2)}{\zeta (-7/2)}}&={\frac {256\pi ^{4}}{105}}\end{aligned}}}
D'autres exemples suivent pour des évaluations plus poussées et des relations de la fonction Gamma. Par exemple, une conséquence de la relation
{\displaystyle \Gamma \left({\frac {3}{4}}\right)={\sqrt[{4}]{\left({\frac {\pi }{2}}\right)}}{\sqrt {\operatorname {AGM} \left({\sqrt {2}},1\right)}}}
permet d'obtenir
{\displaystyle {\frac {\zeta (3/4)}{\zeta (1/4)}}=2{\sqrt {\frac {\pi }{(2-{\sqrt {2}})\operatorname {AGM} \left({\sqrt {2}},1\right)}}}}
où AGM désigne la moyenne arithmético-géométrique. De façon similaire, il est possible d'obtenir des relations avec des radicaux, telles que
{\displaystyle {\frac {\Gamma \left({\frac {1}{5}}\right)^{2}}{\Gamma \left({\frac {1}{10}}\right)\Gamma \left({\frac {3}{10}}\right)}}={\frac {\sqrt {1+{\sqrt {5}}}}{2^{\tfrac {7}{10}}{\sqrt[{4}]{5}}}}}
la relation analogue impliquant zeta est
{\displaystyle {\frac {\zeta (1/5)^{2}\zeta (7/10)\zeta (9/10)}{\zeta (1/10)\zeta (3/10)\zeta (4/5)^{2}}}={\frac {(5-{\sqrt {5}})\left({\sqrt {10}}+{\sqrt {5+{\sqrt {5}}}}\right)}{10\times 2^{\tfrac {3}{10}}}}}

## Sources
- (en) Óscar Ciaurri, Luis M. Navas, Francisco J. Ruiz et Juan L. Varona, « A Simple Computation of ζ(2k) », The American Mathematical Monthly, vol. 122, no 5,‎ mai 2015, p. 444–451 (DOI 10.4169/amer.math.monthly.122.5.444, JSTOR 10.4169/amer.math.monthly.122.5.444)
- (en) Simon Plouffe, « Identities inspired from Ramanujan Notebooks », 1998.
- (en) Simon Plouffe, « Identities inspired by Ramanujan Notebooks part 2 », 2006 PDF.
- (en) Linas Vepstas, « On Plouffe's Ramanujan Identities », 2006
- (en) Wadim Zudilin, « One of the Numbers ζ(5), ζ(7), ζ(9), ζ(11) Is Irrational », Russian Mathematical Surveys, vol. 56,‎ 2001, p. 774–776 (DOI 10.1070/RM2001v056n04ABEH000427, Bibcode 2001RuMaS..56..774Z, MR 1861452) PDF PDF en russe PS en russe
- Travaux sur les zéros non triviaux par Andrew Odlyzko :
  - Bibliography
  - Tables